# گودزیلا: سیاره هیولاها
گودزیلا: سیاره هیولاها (انگلیسی: Godzilla: Planet of the Monsters) یک series پویانمایی کایجوی ژاپنی به کارگردانی کوبون شیزونو و هیرویوکی سه‌شیتا است که در سال ۲۰۱۷ منتشر شد.